# Hudud al-Alam
Ḥudūd al-ʿĀlam (in lingua persiana حدود العالم, "I limiti del mondo") è un trattato di geografia del X secolo scritto in persiano da un autore sconosciuto di Jōzjān.

## Contenuto
Terminato di scrivere nel 982, esso è dedicato a Abu l-Ḥārith Muḥammad bin ʿAbd-Allāh, regnante della locale dinastia Farīghūnid. Il suo autore è sconosciuto ma, Vladimir Minorsky ha ipotizzato che possa essere stato scritto dall'enigmatico Šaʿyā bin Farīghūn, autore di una pionieristica enciclopedia di scienze, Jawāmeʿ al-ʿUlum, per un emiro di Čaghāniān sull'Oxus superiore alla metà del X secolo. L'Ḥudūd al-ʿĀlam fa parte di una più ampia opera costituita da:
1. Una copia del Jahān-Nāma ("Libro del mondo") di Muḥammad ibn Najīb Bakrān;
2. Un breve trattato sulla musica;
3. Ḥudūd al-ʿĀlam;
4. Jāmiʿ al-ʿUlūm ("Collezione di sapere") di Faḫr ad-Din ar-Razi;

Ḥudūd al-ʿĀlam contiene informazioni sul mondo conosciuto. L'anonimo contributore scrive dei diversi paesi (nāḥiyat), popoli, lingue, abiti, cibo, religione, prodotti locali, città, fiumi, mari, laghi, isole,  steppe, deserti, topografia, politica e dinastie e commerci. Il mondo abitato è diviso in Asia, Europa e "Libia" (i.e. Africa). L'autore cita un totale di 45 differenti paesi a nord dell'equatore.
L'autore non visitò mai personalmente questi paesi, ma si basò su opere precedenti, per esempio al-Istakhri's Book of The Paths And Provinces (in arabo كتاب المسالك والممالك - kitāb al-masālik wa l-mamālik), o sulle opere di al-Jayhānī and Ibn Ḫurradādhbih.

## Riscoperta e traduzione
L'orientalista russo A.G. Tumanskiy trovò il manoscritto, in unica copia, nel 1892 a Bukhara. Esso era stato scritto dal cronografo persiano Abu l-Mu'ayyad ʿAbd al-Qayyūm ibn al-Ḥusain ibn 'Alī al-Farīsī nel 1258. Una edizione simile, con introduzione e indici, era stata pubblicata da W. Barthold nel 1930; una completa traduzione in inglese commentata fu realizzata da V. Minorsky nel 1937, e un testo stampato in persiano da M. Sotude nel 1961.

## Importanza
La sezione geografica del trattato, che descrive i margini del mondo islamico, è di storica importanza. L'opera comprende importanti descrizioni sulle primitive tribù turche in Asia centrale. Da segnalare anche il linguaggio arcaico e lo stile del hudud che lo rende un prezioso documento linguistico.